# Rivalta di Torino
Rivalta di Torino (piemontiul: Rivàuta) város Torinó megyében, Piemont régióban.

## Elhelyezkedése
Rivalta di Torino Torinótól 20 km-re délnyugatra, a Sangone folyó völgyében található.Területe négy részre osztható: a történelmi belváros, illetve  Pasta, Tetti Francesi és Gerbole településrészek.

## Fordítás
- Ez a szócikk részben vagy egészben  a   Rivalta di Torino című olasz Wikipédia-szócikk fordításán alapul.  Az eredeti cikk szerkesztőit annak laptörténete sorolja fel. Ez a jelzés csupán a megfogalmazás eredetét és a szerzői jogokat jelzi, nem szolgál a cikkben szereplő információk forrásmegjelöléseként.